# 拉莫納比奇 (紐約州)
拉莫納比奇（英語：Ramona Beach）是位於美國紐約州奧斯威戈縣的非建制地區。

## 地理
拉莫納比奇所處的海拔為高於海平面76米（即249英呎），而該地所採用的時區為UTC-5，即北美东部时区（EST）。同時該地設有夏令時間，為UTC-5調快一小時，即UTC-4（EDT）。